# 圆果秋海棠
（學名：Begonia longifolia）为秋海棠科秋海棠属的植物。分布在台湾、广西壮族自治区、福建省、海南省、贵州省、江西省、湖南省、广东省、云南省海拔500米至2,000米的地区，多生在杂木林下，目前已由人工引种栽培。